# آلة تحضير الشاي

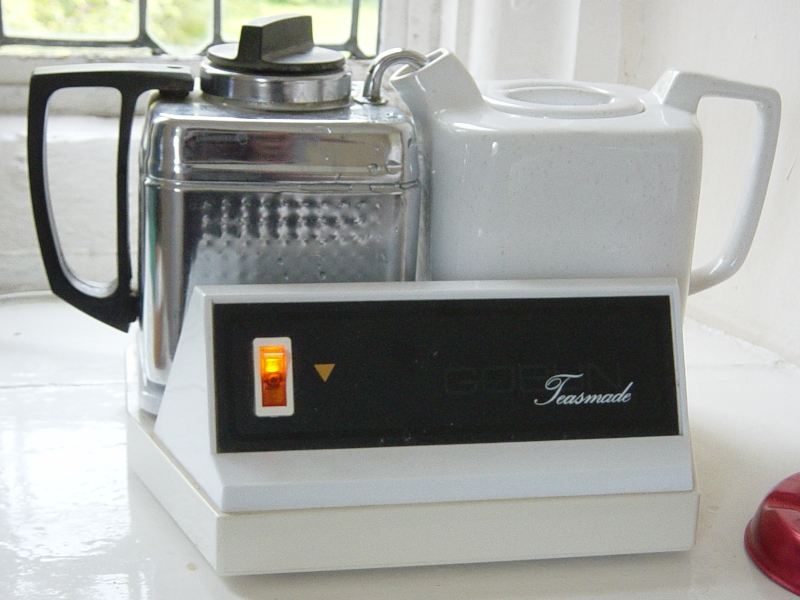
آلة تحضير الشاي

آلة تحضير الشاي هي آلة تُخصص لصنع الشاي تلقائيًا، كانت منتشرة في المملكة المتحدة وبعض دول الكومنولث البريطاني. عادةً ما تشتمل أجهزة تحضير الشاي على ساعة منبهة تناظرية ومصممة للاستخدام على جانب السرير، للتأكد من أن الشاي جاهز في بداية الصباح. أصبحت هذه الآلة عملية مع توافر الإصدارات الكهربائية في الثلاثينيات. وصلت ذروتها في شعبية في الستينات والسبعينات.